# Cheilosia pamirica
Cheilosia pamirica är en tvåvingeart som beskrevs av Barkalov och Peck 1994. Cheilosia pamirica ingår i släktet örtblomflugor, och familjen blomflugor. Inga underarter finns listade i Catalogue of Life.